# Saule réticulé
Salix reticulata
Espèce
Classification APG III (2009)
Le Saule réticulé (Salix reticulata) est une espèce de plantes à fleurs de la famille des Salicaceae. C'est un sous-arbrisseau et non un arbre nain  comme souvent cité. Il s’agit d’un saule, vivant dans les parties les plus froides de l'Europe du Nord, du Groenland, de l'Amérique du Nord et de l'Asie septentrionale. On peut aussi le trouver dans les Alpes, les Pyrénées à partir de 1 500 m environ.

## Description

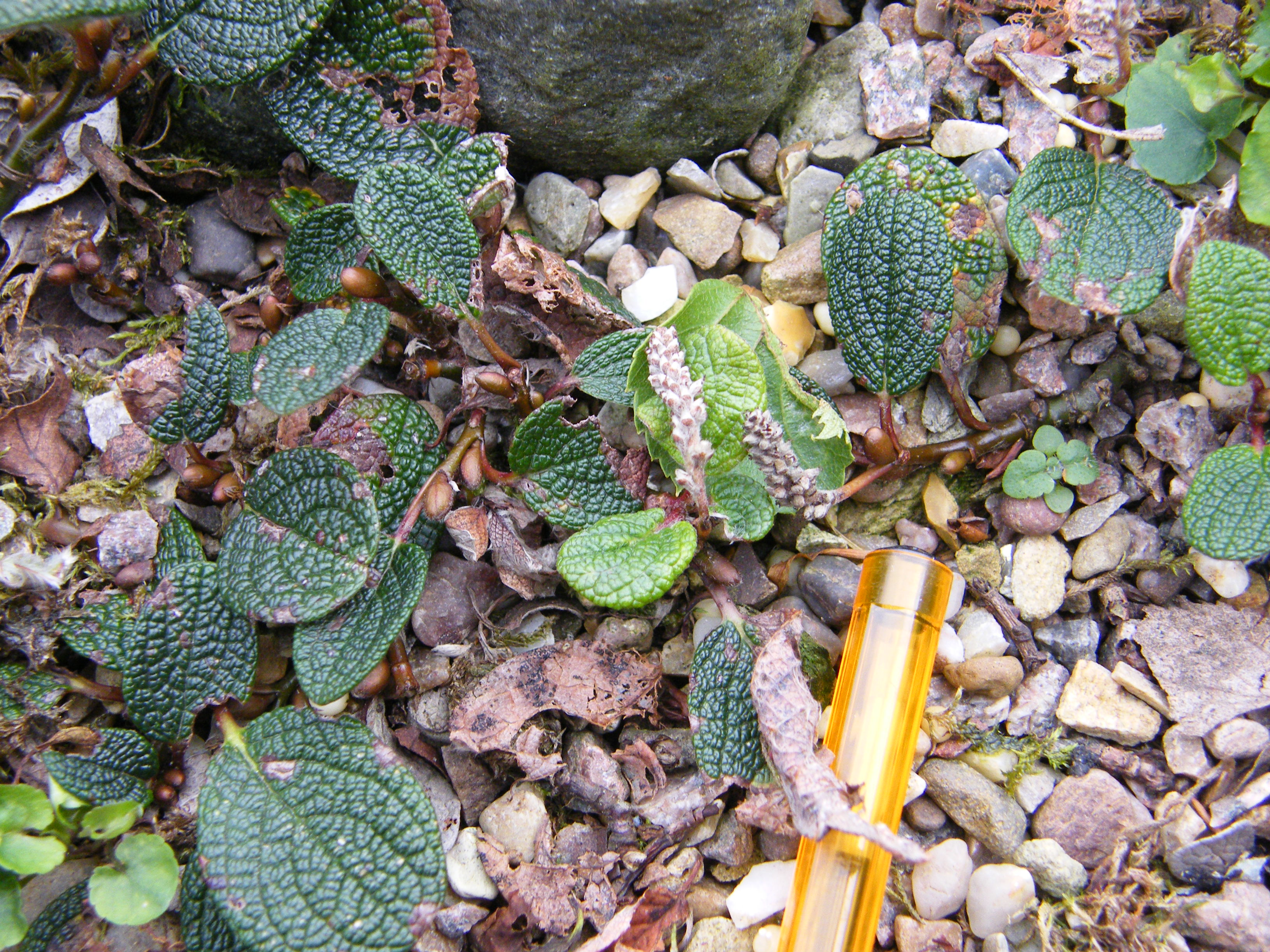
Vue générale (pour la notion d'échelle, l'objet orange est l'extrémité d'un stylo).
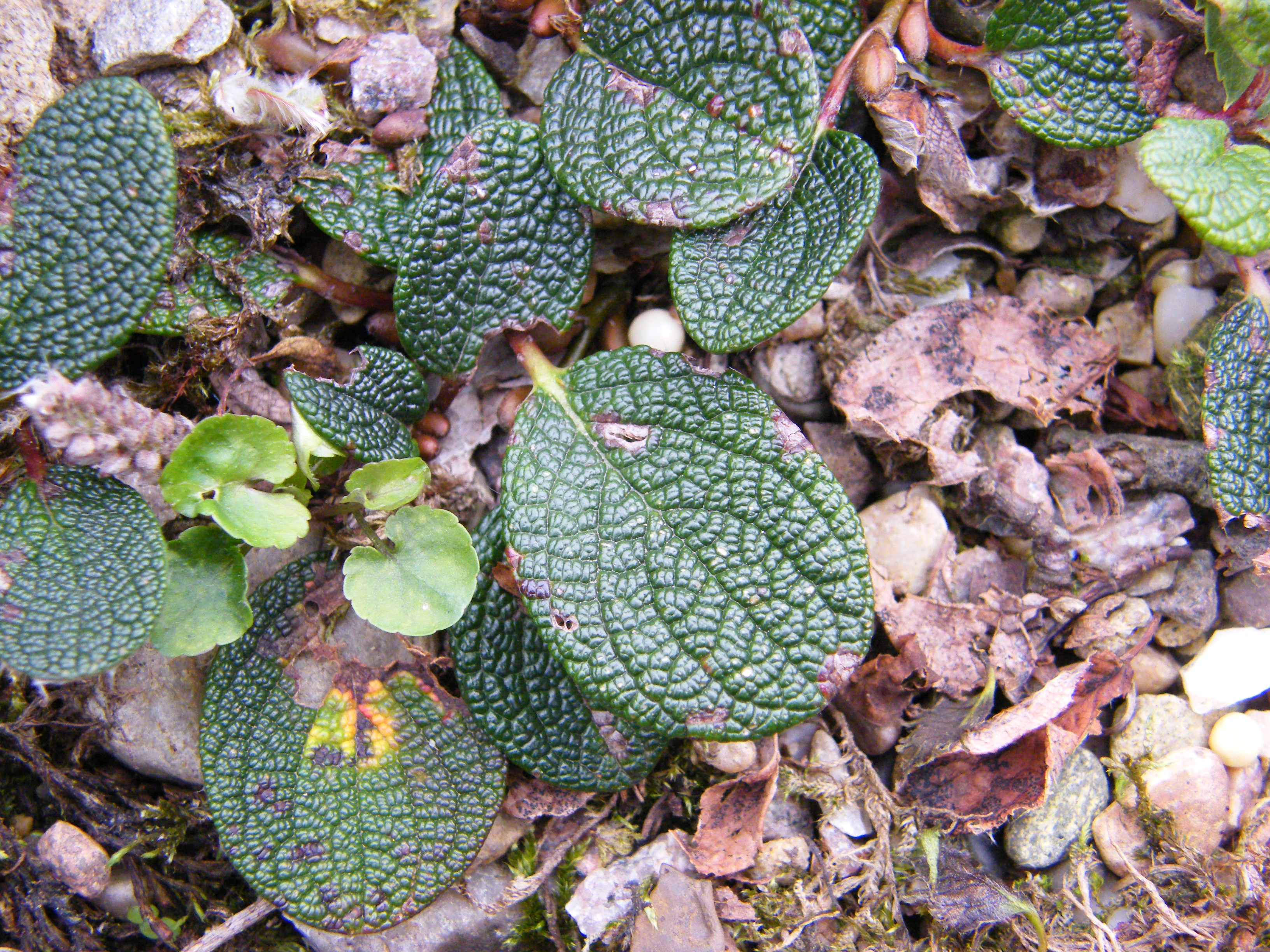
Face supérieure de la feuille, « gaufrée ».
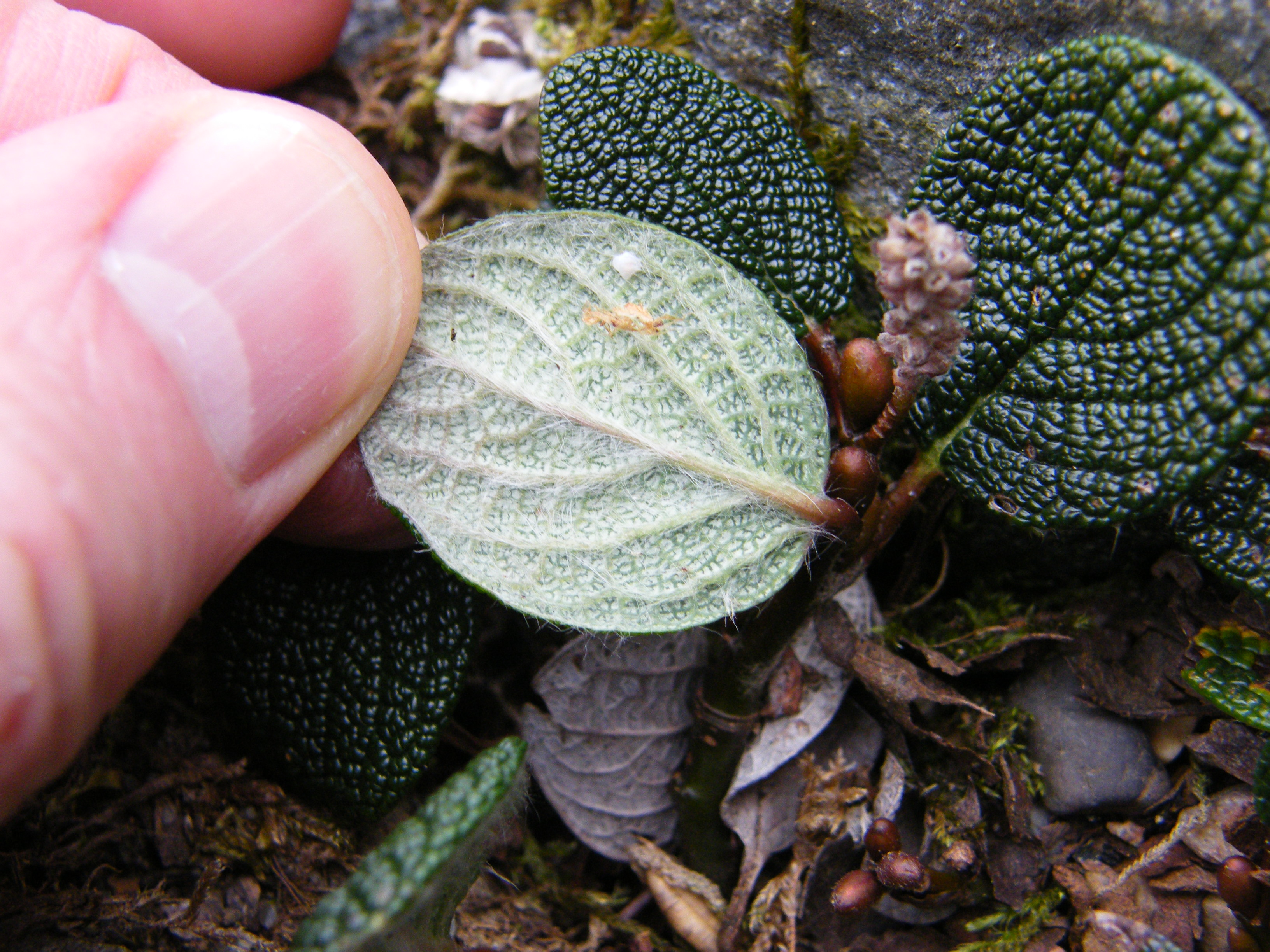
Face inférieure.
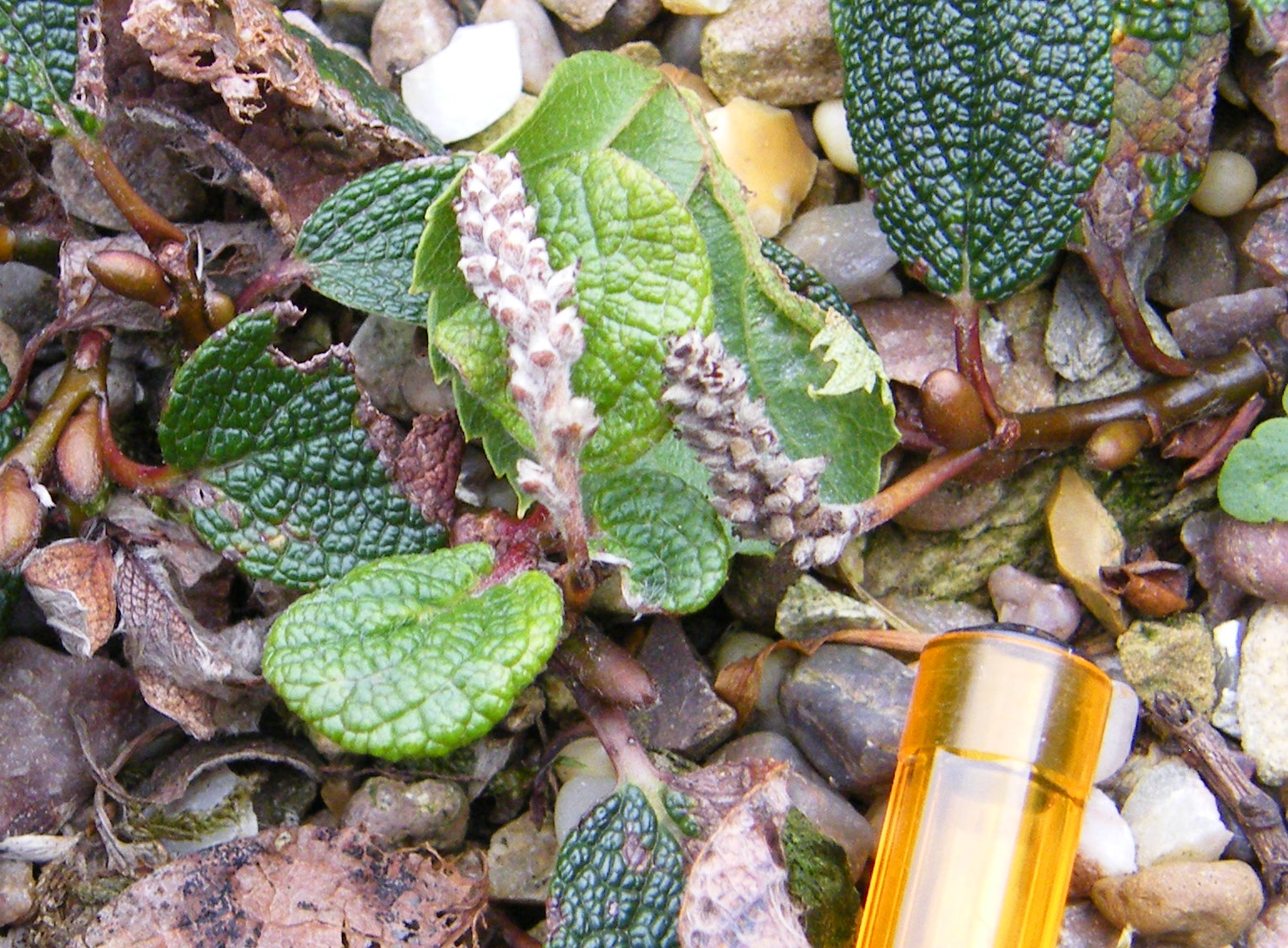
Vue de l'extrémité, avec chaton et bourgeon.

Salix reticulata est un sous-arbrisseau, rampant, à feuilles caduques. Il atteint 8 cm de hauteur pour une largeur de 30 cm, formant des réseaux ouverts avec des branches poussant sur les racines souterraines. Les rameaux bien exposés peuvent monter à 20 cm de haut. Les brindilles sont légèrement velues d'abord, puis chauves et sombres, brun rougeâtre ensuite.
Les feuilles font 1,2 à 5 cm de long, 1 à 3,5 cm de largeur. Densément velues d'abord, devenant glabres ensuite, au moins sur le côté supérieur, les feuilles montrent un réseau remarquable de veines.
Au printemps, apparaissent les chatons minces et jaunes, avec des extrémités rose,,.
Salix reticulata est cultivé comme plante ornementale aux États-Unis.

## Habitat
Éboulis, pentes rocheuses en montagne, sur calcaire lui conviennent très bien.

## Autres saules nains
- Salix herbacea, le saule herbacé
- Salix repens, le saule rampant (peut dépasser 1 mètre de haut dans les tourbières).